# Aneflomorpha mexicana
Aneflomorpha mexicana es una especie de escarabajo longicornio del género Aneflomorpha, tribu Elaphidiini, subfamilia Cerambycinae. Fue descrita científicamente por Linsley en 1935.

## Descripción
Mide 12-15 milímetros de longitud.

## Distribución
Se distribuye por México.